# أمين بن خالد الجندي
الشيخ أمين الجندي (حمص 1766-1841 م) واسمه الكامل أمين بن خالد بن محمد بن أحمد الجندي، شاعر شامي اشتهر بنظم القدود ووصف بأنه شاعر القرن الثامن عشر دون منازع.

## حياته[3][4]
من أعيان مدينة حمص، مولده ووفاته فيها، تردد كثيرا إلى دمشق فأخذ عن علمائها وعاشر أدباءها، ولما كانت سنة 1246 هـ قدم حمص عامل من قبل السلطان محمود الثاني العثماني فوشى إليه بعض أعوانه بأن أمين الجندي هجاه، فأمر بنفيه، وعلم الشيخ أمين بالأمر ففر إلى حماة، فأدركه أعوان العامل، فأمر بحبسه في إسطبل الدواب وحبس عنه الطعام والشراب إلا ما يسد به الرمق، فأقام أربعة أيام، حتى أغار سليم آغا الباكير الأتاسي برجاله من الدنادشة على حمص واستخرج الشاعر الجندي من الحبس. تقرب من إبراهيم باشا المصري لما فتح الشام (1832م) لكونه ممن دعا إلى نبذ حكم الأتراك. رافق إبراهيم باشا إلى مصر وقدمه إبراهيم باشا إلى والده محمد علي وعلماء مصر فأعجب به الجميع. اصطحبه إبراهيم باشا إلى جبل لبنان وحلوا في ضيافة الأمير بشير الشهابي، ثم رجع الجندي إلى وطنه حمص. كان له دور في إبعاد اليهود عن مناصب الدولة ومراكز الحسبة وإدارة أمور الحج وحفظ الدفاتر إذ أرسل إلى السلطان العثماني بقصيدة تعالج هذا الموضوع فحقق في ذلك السلطان وأمر بالدفاتر أن تعرّب بعد أن كانت تكتب بالعبرية. أصيب بالفالج عام 1834م فنظم قصيدته التوسلية المشهورة، وتوفي سنة 1840م.

## شعره
يعد الشيخ الجندي أشهر من نظم المقطعات أو الأدوار الغنائية في سورية ووضع الكثير من الأعاريض التي عرفت فيما بعد بالقدود والتي ما زالت متداولة بين الناس وغناها كبار المغنين العربومن أشهرها: «يا صاح الصبر وهي منّي» و«هيَّمتني تيمتني» و«يا غزالي كيف عني أبعدوك» التي غناها صباح فخري وغيره، و«أَفدي التي إن بدت  للبدر مال لها» التي غناها أديب الدايخ. وصفه جرجي زيدان بأنه شاعر القرن الثامن عشر دون منازع.
جمعت قصائد الجندي وطبعت بعد رحيله بعقود لأكثر من مرة من أعماله المطبوعة:
- كتاب المنظومات، المكتبة الأدبية في بيروت عام 1891[12][13]
- ديوان الشيخ أمين الجندي، مطبعة المعارف في بيروت عام 1903[14]